# Pabongka Rinpoché
Rinpoché,  Guéshé
Réincarnation de Pabongka Rinpoché
Pabongka Rinpotché (tibétain : ཕ་བོང་ཁ་ ; s'écrit aussi Phabongkha), Djampa Tenzin Trinlay Gyatso, (1878-1941) fut l'un des grands lamas guélougpas de l'ère moderne du bouddhisme tibétain. Il fut à la fois le lama racine de Ling Rinpoché et de Trijang Rinpoché, les deux précepteurs de l'actuel dalaï-lama, et l'enseignant de la plupart des autres enseignants guélougpas qui ont amené le dharma en Occident depuis leur fuite du Tibet en 1959. Il obtint son titre de Guéshé à l'université monastique de Séra à Lhassa et devint au Tibet un enseignant très influent qui, fait rare, enseignait à un grand nombre de pratiquants laïcs. On proposa à Pabongka la régence du présent dalaï-lama mais il la refusa parce qu'il avait « une forte aversion des affaires politiques » .

## Ses premières années
Pabongka Rinpoché naquit au nord de Lhassa au Tibet en 1878 dans une ville nommée Tsawa dans l'État de Tsang. Son père était un fonctionnaire de bas rang mais la famille n'était pas riche. Il est dit qu'enfant il démontrait des qualités inhabituelles et à l'âge de sept ans il a été présenté à Sharpa Chuje Lobsang Dargye, l'une des principales figure religieuse de l'époque. Celui-ci était certain que l'enfant était la réincarnation d'un saint et prédit que s'il était placé dans le monastère de Séra Mey, quelque chose de « merveilleux se produirait avec lui dans le futur ». Plus tard, il s'est avéré qu'il était la réincarnation de la lignée Changkya qui inclut le célèbre érudit Changkya Rolpay Dorje (1717-1786). Les lamas de cette lignée avaient enseigné de manière extensive dans les régions de Mongolie et de Chine, y compris à la cour de l'empereur chinois lui-même. Par conséquent, le nom "Changkya" avait de fortes connotations chinoises. Étant donné que le gouvernement et le peuple tibétain étaient sensibles aux pressions qu'ils subissaient déjà de la part de la Chine, le nom "Chankya" fut enlevé et l'enfant fut déclaré être "Pabongka"

## Son guide spirituel et sa pratique du bouddhisme
Pabongka reçu son éducation spirituelle formelle au monastère Séra. Au début il était pauvre et peu connu. Il a étudié assidûment afin de devenir un Guéshé, a beaucoup médité et donné des transmissions de pouvoir. Il étudia avec Jaba Sonpo Rinpoché, mais son lama racine, ou guide spirituel, était Dagpo Lama Rinpoché (parfois écrit Tagpo ou Thagpo).
Ribur Rinpoché a décrit comment Djé Pabongka rencontra son lama racine : "Son gourou racine était Dagpo Lama Rinpoché Jampael Lhuendrub Gyatso, de Lhoka. Il était sans aucun doute un bodhisattva et Pabongka Rinpoché était son principal disciple. Il vivait dans une grotte à Pasang et sa pratique principale était la Bodhicitta. Sa déité principale était Avalokiteshvara. Il récitait 50 000 fois le mantra d'Avalokiteshvara chaque soir (Om mani padme hum aussi écrit OM MANI PÄME HUM). Lorsque Kyabjé Pabongka a rencontré pour la première fois Dagpo Rinpoché lors d'une cérémonie d'offrande de tsog à Lhassa il pleura du début à la fin tellement son respect était profond."
Djé Pabongka était un méditant assidu qui mettait l'accent sur le Lam Rim et le mahamoudra. Lorsqu'il termina ses études au monastère de Séra, il alla rendre visite à Dagpo Lama Rinpoché dans sa grotte. Celui-ci lui conseilla d'entrer en retraite sur le Lam Rim, ce qu'il fit dans un endroit proche. Selon Ribur Rinpoché : "Dagpo Lama Rinpoché lui enseignait un sujet du lamrim et ensuite Pabongka Rinpoche s'en allait pour méditer dessus. Il retournait plus tard pour expliquer ce qu'il en avait compris: s'il avait obtenu quelques réalisations Dagpo Lama Rinpoché continuait à lui enseigner et Pabongka Rinpoché retournait méditer. Ce fut ainsi durant dix ans."

## Son enseignement
Son lama racine était Dagpo Lama Rinpoché. En 1921, au monastère Tchouzang près de Lhassa, Pabongka Rinpoché donna pendant 24 jours une série d'enseignements historiques sur le Lam Rim, ou « étapes de la voie », auxquels assistèrent quelque 700 moines, nonnes et laïques tibétains. Ces enseignements furent rapportés et publiés par l'un de ses étudiants principaux, Tridjang Rinpoché, qui devint plus tard le premier précepteur du 14e Dalaï Lama. Publiés en tibétain en 1958, ils furent traduits en anglais et publiés sous le titre « La libération dans la Paume de votre main » en 1991. Pabongka Rinpoché fut le premier enseignant guéloug à enseigner à des personnes laïques à l'extérieur des monastères et devint très influent. 
Selon Helmut Gassner, un ancien traducteur du Dalaï Lama : 
« Il est dit que lorsque Pabongka Rinpoché enseignait le dharma, beaucoup, dans l'auditoire, obtenaient une profonde compréhension des défauts de nos préoccupations mondaines (ordinaires) et développaient la détermination durable d'abandonner la quête incessante de l'honneur, de l'éloge, du bien-être et du profit pour une sincère aspiration à la gentillesse et au souci des autres. Cette capacité peu commune d'enseigner ne fait pas partie intégrante de la culture tibétaine. Elle est plutôt au cœur de la transmission vivante des enseignements du Bouddha historique, d'un grand maître à l'autre. C'est d'abord et avant tout une transmission orale : le maître enseigne à ses disciples doués continuellement jusqu'à ce que le savoir transmis devienne la seconde nature des étudiants.
Telle est l'importance des quatre principales écoles de bouddhisme tibétain. Lorsque nous parlons de Sakya, Geloug, Kagyu, Nyingma, nous faisons référence à quatre différentes lignées de ce genre de transmission du Bouddhadharma. Une telle école est considérée comme vivante lorsque le savoir est vaste et qu'il existe encore de maîtres qui ont pleinement réalisés un tel savoir et sont capables de le transmettre sans faute, en se basant sur leur propre expérience.
Le grand maître Pabongka fut durant la première moitié du XXe siècle le pivot ou le tenant clé de la lignée de la tradition orale Gandèn. Beaucoup d'autres enseignants avant lui ont maîtrisé des versants entiers des enseignements de la tradition, mais Pabongka Rinpoché a le mérite particulier d'avoir recherché et rassemblé toutes ces transmissions partielles, de les avoir apprises et réalisées, puis de les rassembler à nouveau pour les transmettre à une seule personne. Pendant le temps que dura sa vie, il fut difficile de trouver une figure importante de la tradition Gandèn qui n'ait pas été un disciple de Pabongka Rinpoché. Kyabje Tridjang Rinpoché avait la capacité de recevoir et transmettre encore une fois, dans son intégralité, la tradition orale Gandèn. La pratique de Dordjé Shougdèn fait partie intégrante de cette tradition. »

## Controverses
Pabongka Rinpotché fut par moments en désaccord avec le 13e Dalaï Lama au sujet de l'antagonisme de Pabongka envers la lignée Nyingma, dont la source fut l'apparition d'une maladie grave qu'il crut stoppée par l'adoption de pratiques nyingma lorsqu'il était jeune homme. Son plaidoyer en faveur de la pratique du protecteur Dordjé Shougdèn entraîna également une division au sein du monde bouddhiste tibétain. Toutefois, selon Helmut Gassner, « il est historiquement prouvé que Pabongka s'est vu proposer la régence du gouvernement, et il est historiquement prouvé que celui-ci l'a rejetée ».